# Rijnmond 30
De Rijnmond 30 was een hitlijst die werd uitgezonden op Radio Rijnmond. In het prille begin van 1988 tot 1992 was Jan de Hoop de presentator, daarna nam Jan van der Putten het een paar maanden over. Reint Jan Potze presenteerde het programma vervolgens tussen het najaar van 1992 en de zomer van 1995. Daarna verdween de Rijnmond 30 voor de eerste keer uit de ether. In de herfst van 2002 maakte de Rijnmond 30, wederom gepresenteerd door Reint Jan Potze zijn rentree. Hij presenteerde de uitzendingen elke zaterdag tot mei 2009. De laatste presentator was Bas van Halderen. De Rijnmond 30 wordt sinds 3 april 2010 niet meer uitgezonden.
De Rijnmond 30 was ooit een van de eerste Nederlandse hitlijsten die door de luisteraars zelf werd samengesteld door te stemmen, in de laatste jaren via internet. Doordat de lijst niet gebaseerd was op airplay, downloads en verkoop (zoals de Top 40) stond deze lijst jarenlang bekend als "de meest eigenwijze hitparade van Nederland".